# Pierre Poggioli
Pierre Poggioli, miembro de la Asamblea de Córcega de 1984 a 1998 es el jefe de la Accolta Naziunale Corsa. Ha escrito numerosos libros documentales sobre la historia del movimiento nacionalista corso.

## Obras
- Journal de bord d'un nationaliste corse, Éditions de l'Aube, 1996
- Corse : chroniques d'une île déchirée (1996-1999) , L'Harmattan, 1999
- De l'affaire Bonnet à matignon - DCL éditions- juny 2001
- Le nationalisme en question(s)  - DCL éditions- juliol 2003
- Derrière les cagoules (corse :FLNC des années 80)  DCL éditions -agost 2004
- FLNC, années 70 - DCL éditions - agost 2006
- "L'histoire du syndicat des travailleurs corses, STC" , DCL éditions, mars 2008
- "L'histoire du nationalisme corse", Éditions Anima Corsa, mars 2009
- "L'histoire du FLNC", Éditions Anima Corsa, mars 2009
- "Une histoire de l'IRA : Armée Républicaine Irlandaise", Fiara éditions, juin 2012
- "Une histoire de l'ETA : L'organisation armée basque", Fiara éditions, juin 2012
- "IRA-ETA-FLNC : Trois mouvements armés en Europe", Fiara éditions, nov 2012
- "Corse : Entre Néo-clanisme et Mafia", Fiara éditions, juin 2013

- Datos: Q3386640